# Cocada (futebolista)
Luiz Edmundo Lucas Corrêa, mais conhecido como Cocada ou ainda Lucas Cocada (Campo Grande, 16 de abril de 1961), é um ex-futebolista brasileiro que atuava como lateral-direito.
Além de ter jogador pelos clubes cariocas Flamengo, Vasco e Fluminense, ele defendeu as cores também do Guarani, Santa Cruz e Farense (Portugal).
É irmão do ex-jogador são-paulino Müller.

## Carreira
Aos 13 anos, começou a jogar futebol pelo infantil do São Bento, time amador de sua cidade. Em 1978, foi levado ao Operário FC pelo técnico Carlos Castilho.
Chegou ao Flamengo em 1983 e logo na estreia marcou dois gols sobre o Rio Negro, no Maracanã. Foi Campeão Brasileiro em 1983, sendo posteriormente dispensado da equipe pelo técnico Carlinhos. Pelo clube, atuou um total de oito partidas.
Seu momento mais marcante como jogador aconteceu quando marcou o gol do bicampeonato vascaíno sobre o Flamengo no Campeonato Carioca de 1988. Nessa partida ele entrou aos 41, fez o gol da vitória aos 44 e foi expulso aos 45 (comemorou o gol, de forma efusiva, em frente ao banco de reservas do Flamengo). Por conta desse gol, o Vasco decidiu produzir, na época, um disco de vinil em que a capa trazia um desenho de uma baiana distribuindo cocadas e que continha a narração do gol pela vez do locutor José Carlos Araújo.
No Fluminense, seu nome mudou para Lucas Cocada.
Atualmente é professor de educação física e trabalha na Prefeitura de Campo Grande.

## Títulos
Operário
- Campeonato Sul-Mato-Grossense: 1980 e 1981

Flamengo
- Campeonato Brasileiro: 1983
- Taça Rio: 1983

Vasco da Gama
- Campeonato Carioca: 1988
- Troféu Ramón de Carranza: 1988
- Taça Rio: 1988
- Taça Jerônimo Bastos: 1988
- Torneio de Metz (França): 1989

Fluminense
- Taça Rio: 1990